# فادو (لاعب كرة قدم)
فادو (بالبرتغالية: Osvaldo Couto Cardoso Pinto‏) هو لاعب كرة قدم برتغالي في مركز الوسط، ولد في 5 مارس 1969 في مالانجي في أنغولا. شارك مع منتخب البرتغال لكرة القدم. أما مع النوادي، فقد لعب مع سبورتينغ براغا ونادي ماريتيمو.

## وصلات خارجية
- فادو (لاعب كرة قدم) على موقع قاعدة بيانات كرة القدم.إي يو (الإنجليزية)
- فادو (لاعب كرة قدم) على موقع ناشيونال فوتبول تيمز (الإنجليزية)